# Tjaktjajávrre
Tjaktjajávrre, enligt tidigare ortografi Tjaktjajaure, är en sjö i Jokkmokks kommun i Lappland och ingår i Luleälvens huvudavrinningsområde. Sjön har en area på 76,8 kvadratkilometer och ligger 470 meter över havet. Sjön avvattnas av vattendraget Blackälven.

## Delavrinningsområde
Tjaktjajávrre ingår i det delavrinningsområde (744082-161203) som SMHI kallar för Utloppet av Tjaktjajaure. Medelhöjden är 586 meter över havet och ytan är 236,99 kvadratkilometer. Räknas de 128 avrinningsområdena uppströms in blir den ackumulerade arean 2 253,38 kvadratkilometer. Blackälven som avvattnar avrinningsområdet har biflödesordning 3, vilket innebär att vattnet flödar genom totalt 3 vattendrag innan det når havet efter 267 kilometer. Avrinningsområdet består mestadels av skog (52 procent) och kalfjäll (14 procent). Avrinningsområdet har 77,23 kvadratkilometer vattenytor vilket ger det en sjöprocent på 32,6 procent.

## Vattenkraftsutbyggnad
Tjaktjajávrre blev 1967 en reglerad sjö efter att Seitevare kraftverk med tillhörande damm blev färdig. Sjöns höjd över havet får variera mellan 442,5 och 477 m ö.h. 
400 hektar av Sarek nationalpark - i Rittakdalen - kom efter beslut av 1962 års riksdag att tas i anspråk för Tjaktjajaure vattenregleringsmagasin..

En protestfilm mot utbyggnaden av vattenkraften gjordes 1957. Samer visar miljöer som Vattenfall skulle lägga under vatten - Blackälven, Sitojaure, Vaggevare, Tjåki, Laitaure, Skierfe, Aktse, Laitätno, Rittakdalen, Snavva, Akkajaure och Heliga Fallet. Filmen fick namnet Den heliga älven.

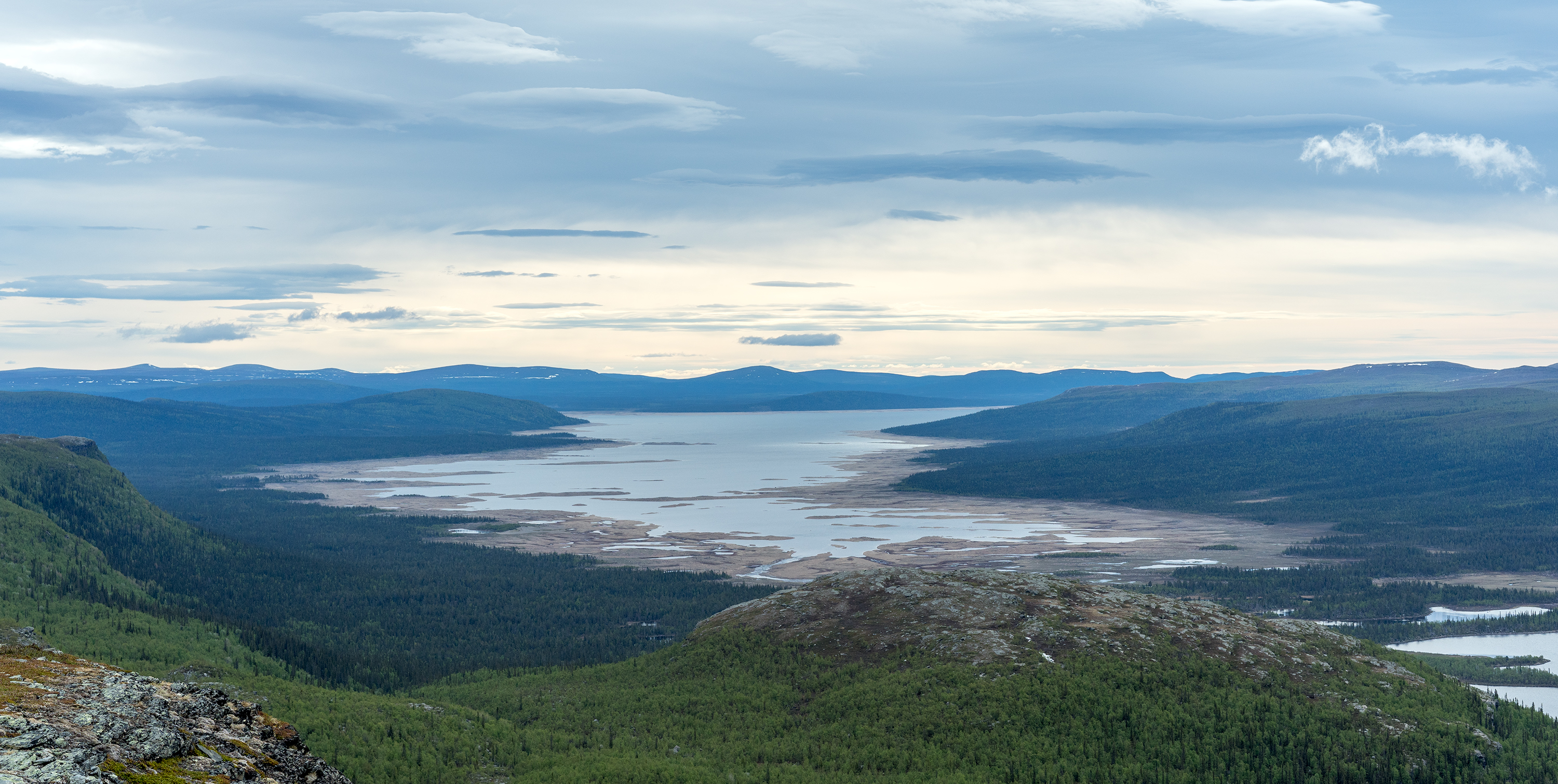
Tjaktjajávrre har dragit sig tillbaka cirka 300 meter från den strandlinje sjön har när magasinet är fullt. Vy från Huornnásj.